# Costa d'Avorio ai Giochi della XIX Olimpiade
La Costa d'Avorio partecipò ai Giochi della XIX Olimpiade che si sono svolti a Città del Messico dal 12 al 27 ottobre 1968, con una delegazione di 10 atleti impegnati due discipline: atletica leggera e canoa. Fu la seconda partecipazione di questo paese ai Giochi. Non fu conquistata nessuna medaglia.